# Haplophyllum cordatum
Haplophyllum cordatum är en vinruteväxtart som beskrevs av George Don jr. Haplophyllum cordatum ingår i släktet Haplophyllum och familjen vinruteväxter. Inga underarter finns listade i Catalogue of Life.